# Storia del fantasy

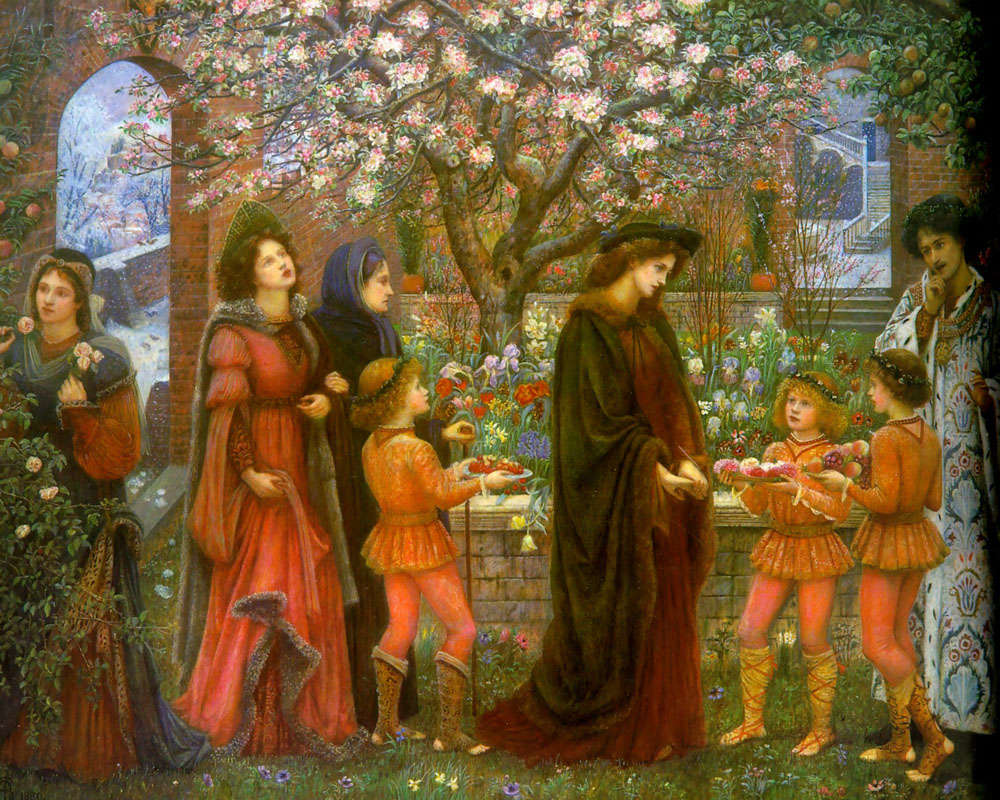
Il Giardino Incantato di Messer Ansaldo di Marie Spartali Stillman: una storia dal Decameron è parte dell'evoluzione del genere fantasy dalle fiabe al fantastico.

Benché il genere fantasy nel suo senso moderno abbia meno di due secoli, i suoi antecedenti hanno una storia lunga e distinta. Gli elementi del soprannaturale e il fantastico facevano parte della letteratura al suo inizio. Le caratteristiche che distinguono il genere moderno da storie che contengono semplicemente elementi fantastici sono la logica dei funzionamenti del fantasy, la natura di riconosciuta finzione dell'opera e la paternità dello scrittore degli elementi, piuttosto della loro fonte nel folclore.
Opere in cui le meraviglie non sono necessariamente credute, o credute solo a metà, come le avventure sentimentali europee di cavalleria e le storie de Le mille e una notte, si sono lentamente evolute in opere che hanno mostrato questi tratti. Autori come George MacDonald creavano lavori esplicitamente fantastici.
Il Signore degli Anelli di J. R. R. Tolkien, creando ex novo una vera e propria mitologia ebbe un'enorme influenza sul genere, stabilendo le caratteristiche del fantasy epico e identificando anche il genere fantasy come commercialmente distinto e vitale.

## Differenze tra il fantasy e le prime opere fantastiche

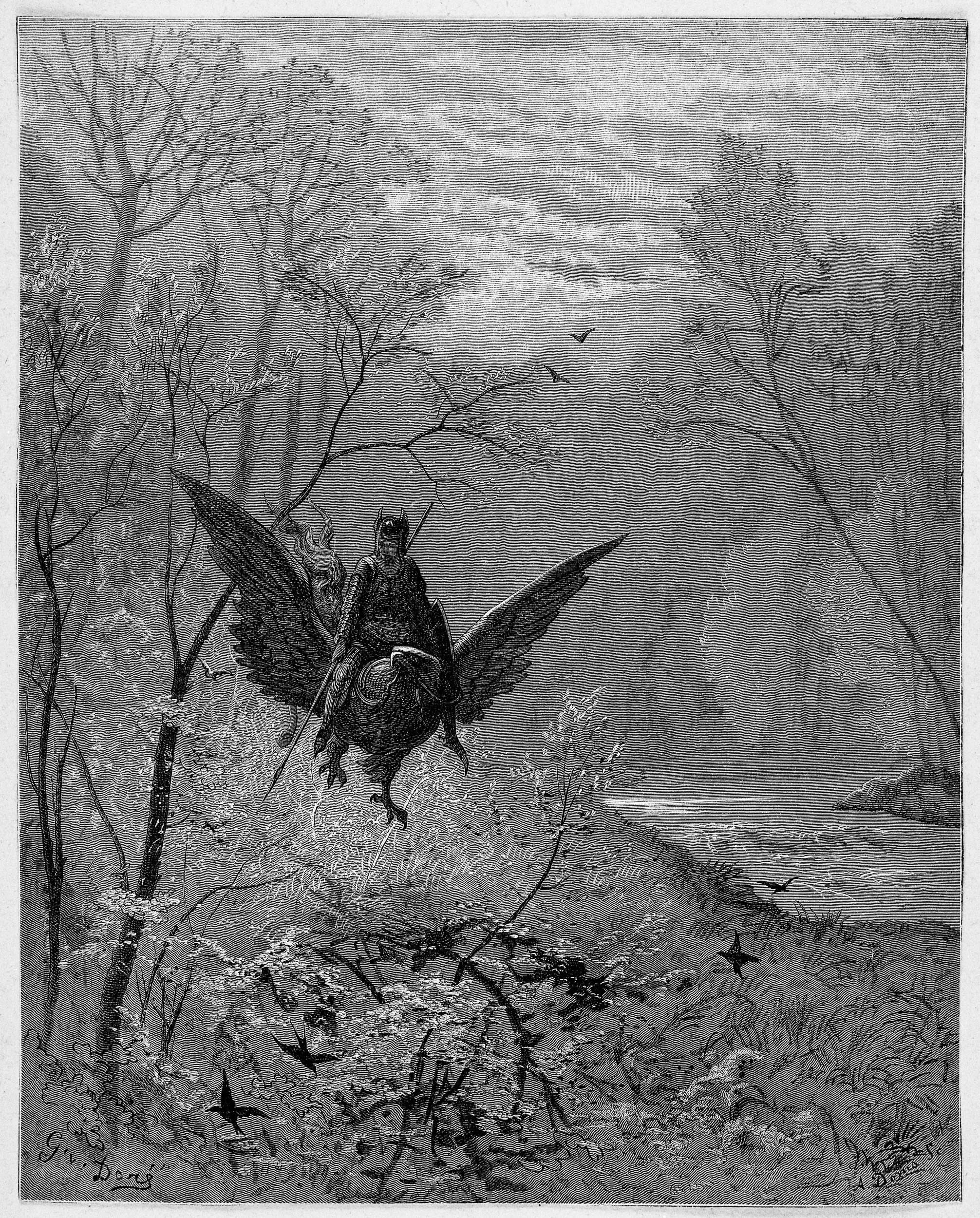
Illustrazione di Gustave Doré dell'Orlando furioso, che mostra un ippogrifo, una creatura mai trovata in realtà nel folclore.

Anche i più fantastici miti, leggende e fiabe differiscono dal genere fantasy moderno in tre aspetti.
Il moderno genere fantasy popola una realtà diversa, o un mondo fantastico separato dal nostro, o un lato fantastico nascosto del nostro mondo. In più, le regole, geografia, la storia, ecc. di questo mondo tendono ad essere definite, anche se non sono interamente descritte. Le storie fantastiche tradizionali hanno luogo nel nostro mondo, spesso nel passato o lontano nel tempo in luoghi sconosciuti. Raramente viene descritto il luogo o il tempo con precisione, spesso viene detto semplicemente che è accaduto "tanto tempo fa, lontano lontano" (un moderno analogo razionalizzato di queste storie può essere visto nelle storie sui "mondi perduti" dell'Ottocento e Novecento).
La seconda differenza è che il soprannaturale nel fantasy è per un motivo fittizio. Nelle storie tradizionali il grado con cui l'autore considerava reale il soprannaturale può andare da leggende prese come realtà a miti che si capiscono descrivere in termini comprensibili una realtà più complicata, fino alle più tarde opere letterarie intenzionalmente fittizie.
Infine, i mondi fantastici del fantasy moderno sono ideati da uno scrittore o un gruppo di scrittori, spesso usando elementi tradizionali, ma solitamente sono organizzati in una trama originale e con un'interpretazione individuale. Le storie tradizionali con elementi fantastici usavano miti familiari e folclore, e qualsiasi differenza dalla tradizione era considerata una variazione su un tema; mai si voleva che le storie tradizionali fossero separate dal folclore soprannaturale locale. Le transizioni tra i modi tradizionali e moderni del fantastico sono evidenti nei primi romanzi gotici, nelle storie di fantasmi di moda nell'Ottocento e nella letteratura romantica, tutte tipologie narrative che usavano motivi fantastici ampiamente tradizionali, ma sottomettendoli ai concetti degli autori.
Nell'italiano esiste una differenza terminologica tra fantastico e fantasy, dove il secondo è un termine mutuato dall'inglese che identifica un delimitato ambito del fantastico. Nell'inglese non si usano due termini differenti, per cui è necessario stabilire delle convenzioni.
Secondo una convenzione, nessuna opera creata prima che il genere fantasy fosse definito può essere considerato appartenente ad esso, non importa quanti elementi fantastici possa presentare. Secondo un altro punto di vista, il genere può comprendere l'intera gamma della letteratura fantastica, tanto il genere moderno quanto i suoi antecedenti tradizionali, dal momento che numerosi elementi che erano trattati come veri (o almeno non ovviamente falsi) da autori precedenti sono interamente fittizi e fantastici per i lettori moderni. Ma anche secondo la definizione più limitata è necessario un pieno esame della storia del fantastico nella letteratura per mostrare le origini del genere moderno. Le opere tradizionali contengono elementi significativi su cui gli autori fantasy moderni hanno lavorato ampiamente per ispirarsi nelle loro opere.

## Sviluppo del genere fantasy

### Romanzi cavallereschi
Con l'innalzamento dell'istruzione nella metà del medioevo europeo, apparvero accanto ai primi miti e leggende anche le prime finzioni letterarie. Tra i primi ad apparire fu il genere della letteratura cavalleresca. Questo genere abbracciava il fantastico, e non seguiva semplicemente miti tradizionali e fiabe, ma, nella sua forma finale, creava audacemente nuove meraviglie dall'intero tessuto.

Il Santo Graal, di Dante Gabriel Rossetti: romanzo medioevale.

La letteratura cavalleresca dapprima trattava temi tradizionali, soprattutto i tre cicli tematici di storie, assemblati con l'immaginazione in data posteriore come il Ciclo romano (che in realtà si incentra sulla vita e sugli atti di Alessandro Magno), il Ciclo carolingio (Carlomagno e Orlando, il suo paladino principale) e la Materia di Britannia (le vite e gli atti di Re Artù e i Cavalieri della Tavola Rotonda, in cui era incorporato la ricerca del Santo Graal); anche se un certo numero di opere "fuori dai cicli" aveva ottenuto una grande popolarità.
Non si credeva interamente alle storie narrate dalla letteratura cavalleresca, ma opere come Valentine e Orson, Guillaume de Palerme e Lancillotto in prosa erano solo l'inizio del genere fantasy e non erano del tutto private di credulità.

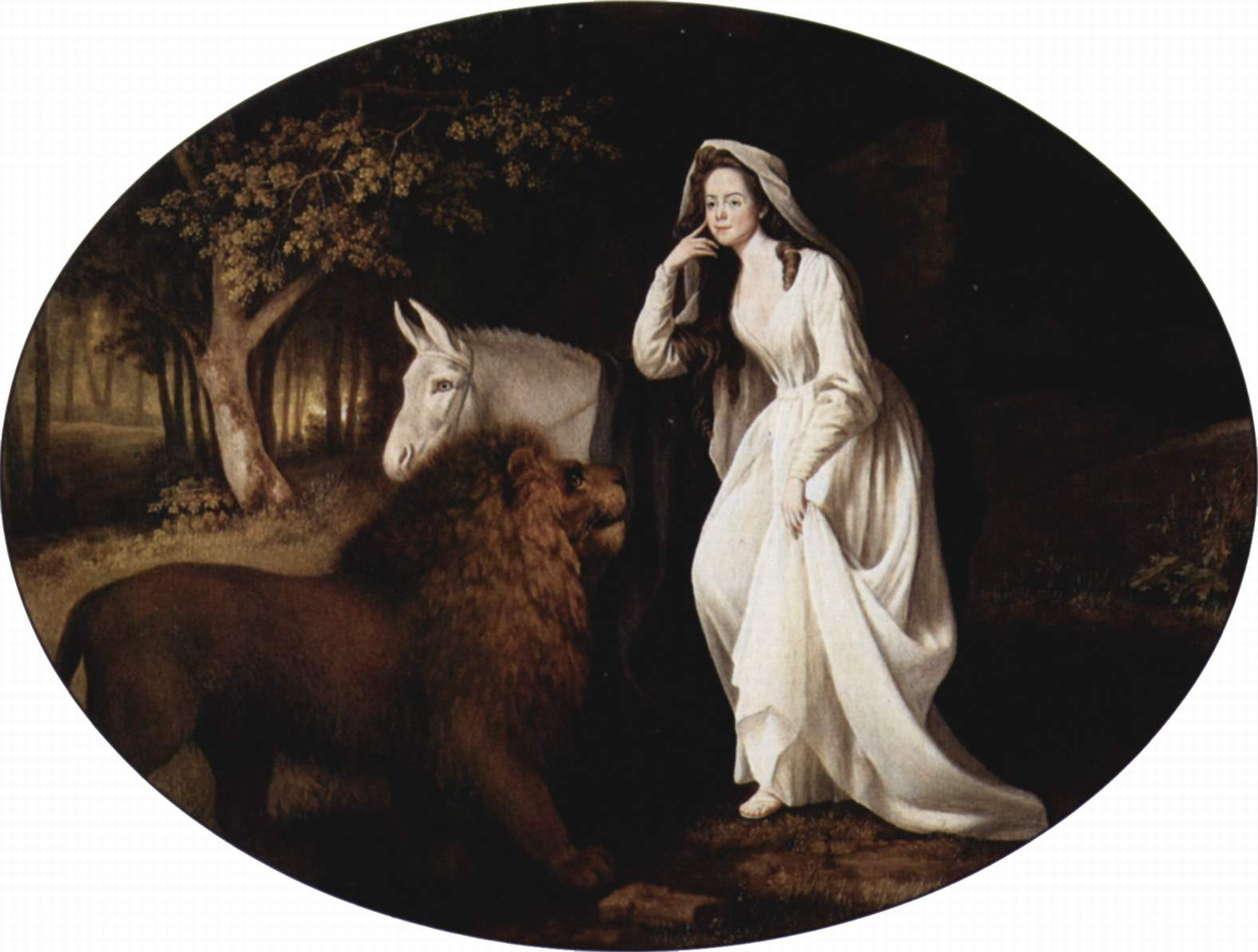
Isabella Saltonstall ritratta da George Stubbs nei panni di Una, personaggio de La regina delle fate.

Durante il Rinascimento la letteratura cavalleresca continuò ad essere popolare. C'era la tendenza a storie più fantasiose. L'inglese La morte di Artù di sir Thomas Malory (circa 1408–1471) fu scritto in prosa; questo scritto domina la letteratura arturiana, essendo spesso considerato come la forma canonica della leggenda. I motivi arturiani sono apparsi costantemente nella letteratura dalla sua pubblicazione, comunque le opere erano un miscuglio di scritti di fantasia e non. All'epoca, La morte di Artù e lo spagnolo Amadigi di Gaula (1508) - anch'esso in prosa - generarono molte imitazioni, e il genere fu ben accolto a livello popolare, producendo così capolavori della poesia rinascimentale come l'Orlando furioso di Ludovico Ariosto e la Gerusalemme liberata di Torquato Tasso. Il racconto di Ariosto, con i suoi personaggi infinitamente erranti, con le sue molte meraviglie e avventure, fu un testo usato come fonte per molte storie fantastiche di avventura. Così con opere come Amadigi di Gaula e Palmerin of England fu chiaramente inaugurato il genere fantastico, in quanto le meraviglie erano dispiegate per stupire e sorprendere lettori.
Un poema cavalleresco inglese è La regina delle fate di Edmund Spenser. Il poema è profondamente allegorico e allusivo. Lasciando da parte l'allegoria, comunque, l'azione è quella di una tipica avventura sentimentale cavalleresca, che coinvolge duelli cavallereschi e combattimenti contro giganti e stregoni. Questa è probabilmente la prima opera in cui la maggior parte dei personaggi non sono uomini, ma elfi (benché la differenza sembra essere piuttosto ridotta). Vi sono menzionate anche le guerre tra goblin ed elfi, che erano destinate ad avere un grande futuro nella narrativa fantasy.
La storia di Don Chisciotte satireggiava profondamente le convenzioni della letteratura cavalleresca, contribuendo a determinare la fine dell'epoca di questo tipo di letteratura, anche se assistita da altre tendenze storiche nei racconti d'invenzione. Tuttavia, i grandi sottogeneri del campo del fantasy sono nati dal genere della letteratura cavalleresca, direttamente o attraverso la loro imitazione dal più recente scrittore del genere fantastico William Morris.

### L'Illuminismo

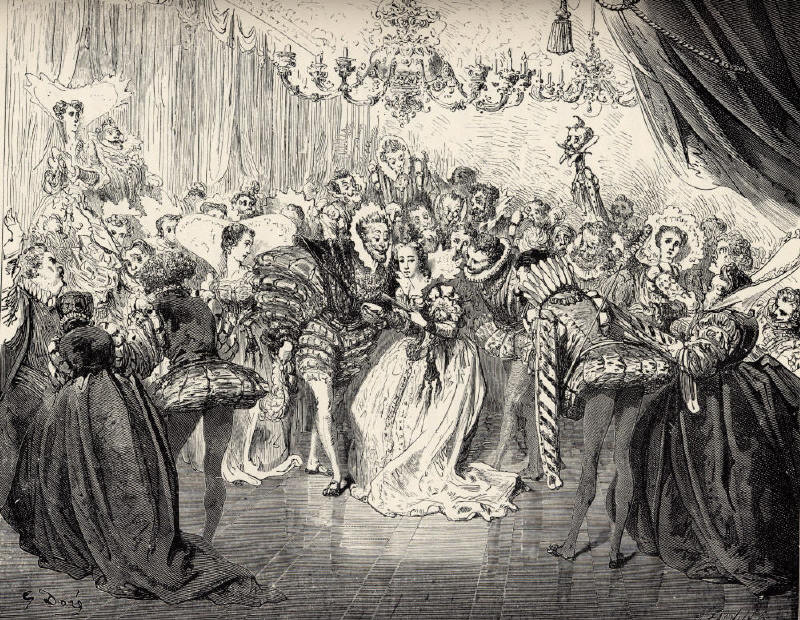
Illustrazione di Gustave Doré della Cenerentola di Perrault.

Le fiabe letterarie, per come erano scritte da Charles Perrault e da Madame d'Aulnoy, divennero presto molto popolari in quest'area. Molti dei racconti di Perrault divennero favole molto importanti, influenzando così il genere fantastico. In effetti, quando Madame d'Aulnoy definiva le sue storie con il nome contes de fée ("racconti di fata"), inventò il termine che è ora generalmente in uso per il genere nella lingua inglese - fairy tales - distinguendo così tali storie da quelle che non contenevano meraviglie. Questo avrebbe influenzato scrittori successivi, che trattavano delle favole popolari nella stessa maniera, nell'era romantica.
Quest'epoca, comunque, fu particolarmente ostile al fantastico. Scrittori di nuovi tipi di racconti come Defoe, Richardson e Fielding, erano realistici nello stile e vennero criticate numerose opere realistiche precedenti perché avevano in sé elementi fantastici. A parte pochi racconti di stregoneria e di fantasmi, durante quest'epoca furono scritte davvero poche storie che riguardano il fantastico. Anche la letteratura per bambini vide poco fantastico; era orientata a storie edificanti e ragionevoli, deplorando le fiabe come bugie.
Per un verso, questo periodo fu un passaggio essenziale nello sviluppo del genere fantastico poiché lo sviluppo di un genere realistico assicurava che i racconti fantastici potessero, per contrasto, essere definiti come un tipo distinto.

### Romanticismo

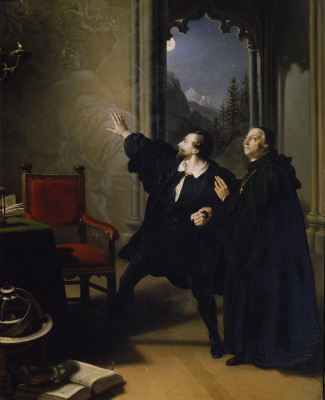
Manfred, poesia di Lord Byron, dipinto di Johann Peter Krafft.

In reazione all'illuministico culto della ragione, il Romanticismo apprezzava molto il soprannaturale, la tradizione e l'immaginazione, insieme con l'epoca in cui si supponeva governassero: il medioevo. Queste caratteristiche prendevano prontamente in prestito elementi tradizionali del genere fantastico. I romantici invocavano l'avventura sentimentale medievale come giustificazione delle opere che volevano produrre, distinguendosi dalla pressione realistica dell'Illuminismo; questi non erano sempre fantastici, qualche volta erano semplicemente situazioni improbabili, ma la giustificazione fu usata anche dal fantastico.
Uno dei primi risultati letterari di queste fascinazioni fu il romanzo gotico, un genere letterario che ebbe inizio in Gran Bretagna con Il castello di Otranto (1764) di Horace Walpole. Esso è il predecessore sia del genere fantasy moderno sia del moderno horror e soprattutto, portò alla comune definizione di "gotico" come connesso all'oscuro e all'orrido. Tra le caratteristiche principali dei romanzi gotici vi erano terrore, mistero, il soprannaturale, fantasmi, edifici infestati, castelli, botole, il fato, la morte, il deterioramento, la pazzia, maledizioni ereditarie, e così via. L'atmosfera fantastica e onirica pervase a questo punto il genere. Le storie gotiche permettevano, ma non richiedevano, l'elemento del soprannaturale. Alcune storie sembravano contenere tali elementi e poi li svelavano. Il genere era a cavallo il tra fantastico e non fantastico, ma molti elementi di ciò sono stati incorporati nel fantasy moderno, in particolare le case di una certa importanza, perché antiche, possedute da nobili e spesso dotate di leggende.
Di particolare importanza per lo sviluppo del genere è che gli scrittori gotici usavano tecniche novellistiche e l'amore, come faceva Defoe, piuttosto dello stile letterario dell'avventura sentimentale, e cominciavano a usare anche il paesaggio con lo scopo di esprimere gli umori dei personaggi.
Dall'altra parte, il gotico ancora tratteneva l'immaginazione pura. Ne Il castello di Otranto, Walpole presentava l'opera come una traduzione; perciò l'autore di storie fantastiche originali è responsabile dei suoi elementi fantastici, da cui Walpole si distanziava. Un noto romanzo gotico che contiene anche una grande quantità di elementi di fantasia (derivati da Le mille e una notte) è Vathek di William Thomas Beckford.

## Il moderno genere fantasy
Il genere del fantastico moderno prese inizialmente radici durante il Settecento con la crescente popolarità di racconti immaginari di viaggio, influenzando e essendo influenzato lungo la strada da altre prime forme di narrativa speculativa, alla fine dispiegandosi nell'Ottocento da un arazzo letterario di storie fantastiche e ottenendo il riconoscimento di genere distinto (soprattutto a causa della recessione quasi onnipresente di elementi fantastici dalla narrativa mainstream) nel tardo Ottocento.

### Il primo fantasy moderno

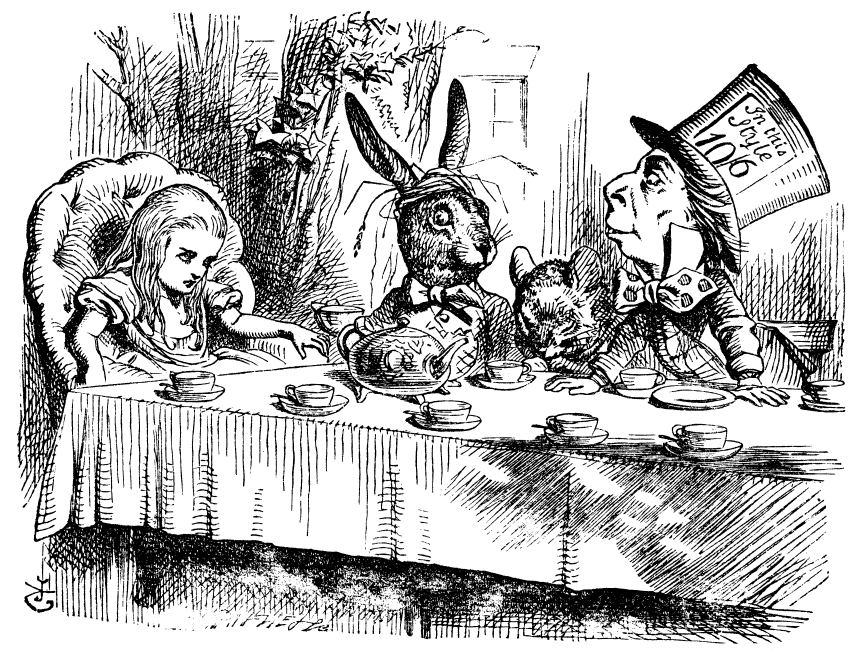
Illustrazione di John Tenniel per Una pazza festa del tè (Tea-Party), tratta dall'edizione originale di Alice nel paese delle meraviglie (1865).

All'inizio dell'epoca vittoriana le storie continuavano a essere raccontate usando elementi fantastici, a cui si credeva di meno. Charles Dickens scrisse Canto di Natale, usando i caratteri delle novellistiche per rendere la sua storia di fantasmi plausibile; Scrooge per prima cosa dubita della realtà dei fantasmi, sospettando che essi siano frutto della sua immaginazione, una spiegazione che non è mai rifiutata in modo conclusivo.
La fiaba letteraria cominciò con Giambattista Basile, venne sviluppata da Charles Perrault e continuò il preziosismo francese nelle mani di autori come William Makepeace Thackeray, ma La rosa e l'anello mostrava molti elementi della parodia. Hans Christian Andersen, comunque, iniziò un nuovo tipo di fiabe, racconti originali narrati con serietà. Dalla sua origine, John Ruskin scrisse Il re del fiume d'oro, una fiaba che usa nuovi livelli di caratterizzazione, creando nel vento del sud-ovest un personaggio irascibile ma gentile simile al successivo Gandalf.
È stato a cavallo tra Ottocento e Novecento che il moderno genere fantasy cominciò veramente a prendere forma. La storia della moderna letteratura fantasy comincia con George MacDonald, l'autore scozzese di storie come La principessa e i goblin e Phantastes, il secondo dei quali è considerato il primo romanzo fantasy per adulti mai scritto. MacDonald ha avuto grande influenza sia su J. R. R. Tolkien sia su C. S. Lewis: il loro gruppo letterario, gli Inklings, fu fondato in origine con lo scopo di studiare le opere di MacDonald e di creare nuovi scritti con il suo stile di scrittura.

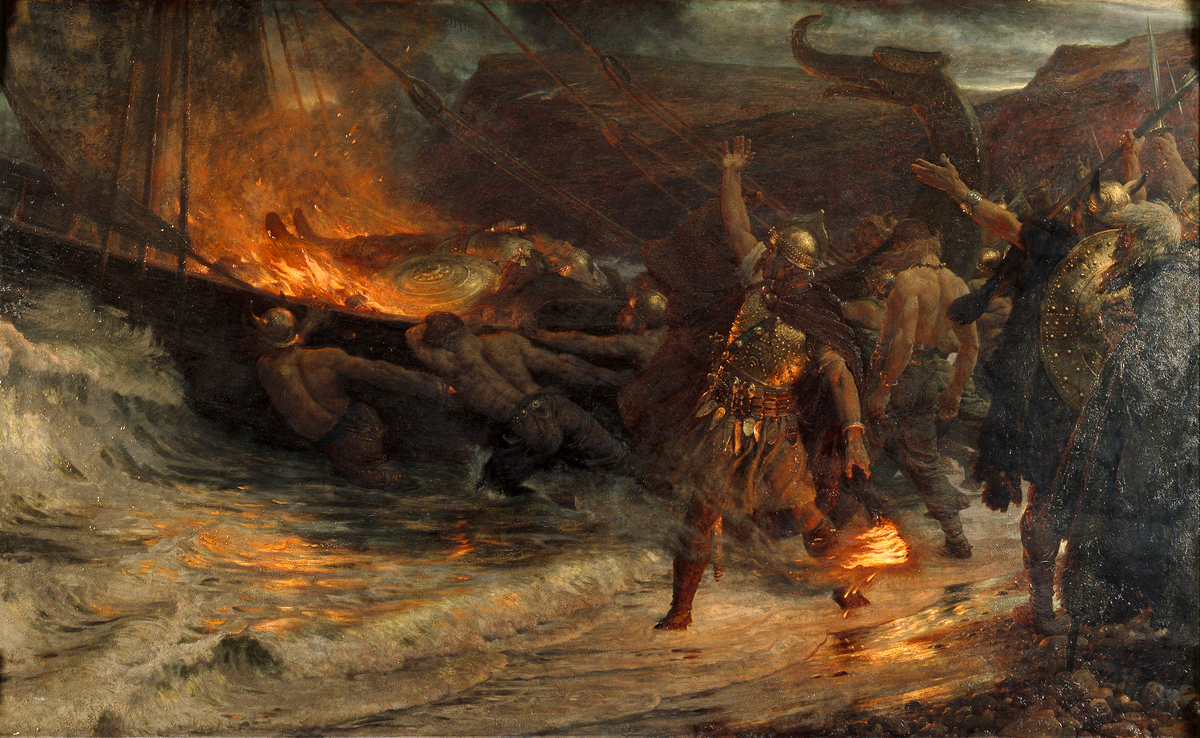
Il funerale di un vichingo di Frank Bernard Dicksee: l'influenza del Romanticismo e delle storie tradizionali sul genere fantastico tradizionale implica che esso ha avuto influenze sul fantasy come genere.

L'altro maggiore autore del genere fantastico di questo periodo fu William Morris, un socialista ammiratore del Medioevo, rianimatore dell'artigianato britannico e poeta, che scrisse diversi romanzi e racconti fantastici nella seconda parte del secolo, di cui il più famoso era La fonte ai confini del mondo. Esso si ispirò profondamente ai racconti cavallereschi e alle saghe medioevali; il suo stile era deliberatamente arcaico, basato sulle storie cavalleresche medievali. Per tanti versi, Morris fu una pietra miliare importante nella storia del genere fantastico, perché mentre altri scrittori scrivevano su terre straniere o su mondi di sogno, le opere di Morris furono le prime ad essere ambientate in un mondo interamente inventato: un mondo di fantasia.
Questi mondi fantasy facevano parte di una tendenza generale. Questo periodo comincia a mostrare una tendenza generale verso mondi fantastici maggiormente autoconsistenti. In precedenti opere spesso compare un individuo solitario le cui avventure nel mondo fantasy sono di un significato personale, e dove il mondo esiste chiaramente per dare uno scopo a queste avventure, e in successive opere spesso compaiono personaggi in una rete sociale, dove le loro azioni avvengono per salvare il mondo e i suoi abitanti dai pericoli. In Phantastes, per esempio, George MacDonald ha una figura-mentore che spiega all'eroe che le leggi morali nel mondo in cui egli sta per entrare sono le stesse di quelle del mondo da cui proviene; questo conferisce peso e importanza alle sue azioni in questo mondo, essa è comunque fantastica.
Scrittori come Edgar Allan Poe e Oscar Wilde (ne Il ritratto di Dorian Gray) hanno sviluppato anche il fantasy, raccontando storie horror, un ramo separato del fantasy che stava per avere grande influenza su H. P. Lovecraft e altri scrittori di dark fantasy.

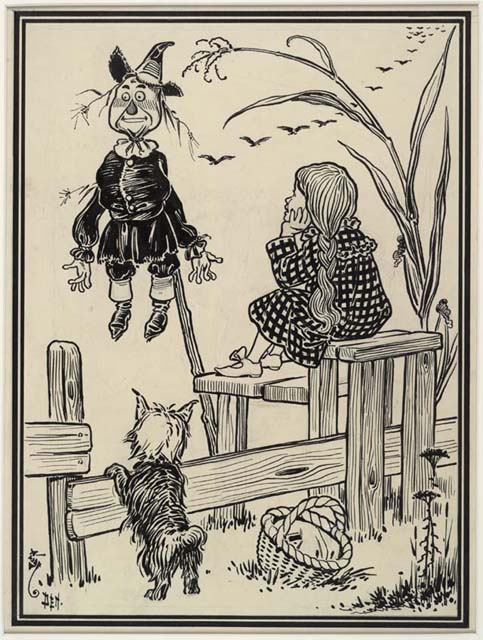
Illustrazione dalla prima edizione de Il meraviglioso mago di Oz.

Malgrado la futura influenza di MacDonald, e la popolarità di Morris a quel tempo, la narrativa fantasy non raggiunse un vasto pubblico fino alla fine del secolo, con scrittori come Lord Dunsany che, seguendo l'esempio di Morris, scrisse romanzi fantasy, ma anche in forma di racconti. Divenne particolarmente famoso per il suo stile vivido ed evocativo, che influenzò scrittori molto diversi, non sempre in modo felice; Ursula K. Le Guin, nel suo saggio sullo stile nel fantasy From Elfland to Poughkeepsie, obliquamente allude a Lord Dunsany riguardo al "Il Primo Terribile Destino che Aspetta i Principianti nel Fantasy", alludendo a giovani scrittori che tentavano di scrivere con lo stile di Lord Dunsany.
H. Rider Haggard sviluppò le convenzioni del filone del "mondo perduto", che alcune volte comprendeva opere fantasy come nel romanzo di Haggard La donna eterna (She). Con l'Africa ancora in gran parte sconosciuta offrì agli scrittori europei possibilità di questo tipo. Altri scrittori, compreso Edgar Rice Burroughs e Abraham Merritt, li costruivano su convenzioni.
Diversi romanzi del genere fantasy per ragazzi come Peter Pan e Il meraviglioso mago di Oz furono pubblicati anche intorno a questo tempo. Invece, nella prima parte del ventesimo secolo, C. S. Lewis ha notato che il fantastico era più accettato nella letteratura giovanile, e perciò uno scrittore interessato nel fantasy spesso ha scritto romanzi fantasy per ragazzi solo per trovare lettori.
E. R. Eddison, un altro autorevole scrittore, scrisse verso la fine di questo periodo. Egli prese ispirazione dalle saghe norvegesi, come fece Morris, ma il suo stile della prosa era modellato più sull'inglese Tudor ed elisabettiano, e le sue storie sono colme di personaggi vigorosi in gloriose avventure. I suoi personaggi spesso sono di grande abilità e nobiltà, se non sono reali di nascita. Questi personaggi sono stati ammirati per le sue opere nel fare i suoi contadini, particolarmente, più vividi personaggi di quelli di Tolkien. Altri hanno osservato che mentre è storicamente accurato nel descrivere la grandezza del mondo calpestando le classi più basse, i suoi personaggi spesso trattano i loro sottoposti con arroganza e insolenza, e descritto come parte della loro grandezza. In effetti, alla fine de Il serpente Ouroboros, gli eroi, che trovano la pace noiosa, pregano perché i nemici attacchino di nuovo, perché loro possano andare a combatterli nuovamente, nonostante le stragi e le vittime che una tale guerra provocherebbe.
A quel tempo, la terminologia per il genere non era stata stabilita. Molti racconti fantastici in questo periodo erano denominati come fiabe, compreso L'ipocrita felice di Max Beerbohm e Phantastes di MacDonald. Il nome "fantasy" non si sviluppò fino ad allora; quando successivamente fu pubblicato Lo Hobbit di J.R.R. Tolkien, il termine "fiaba" era ancora usato.

### Fantasy moderno

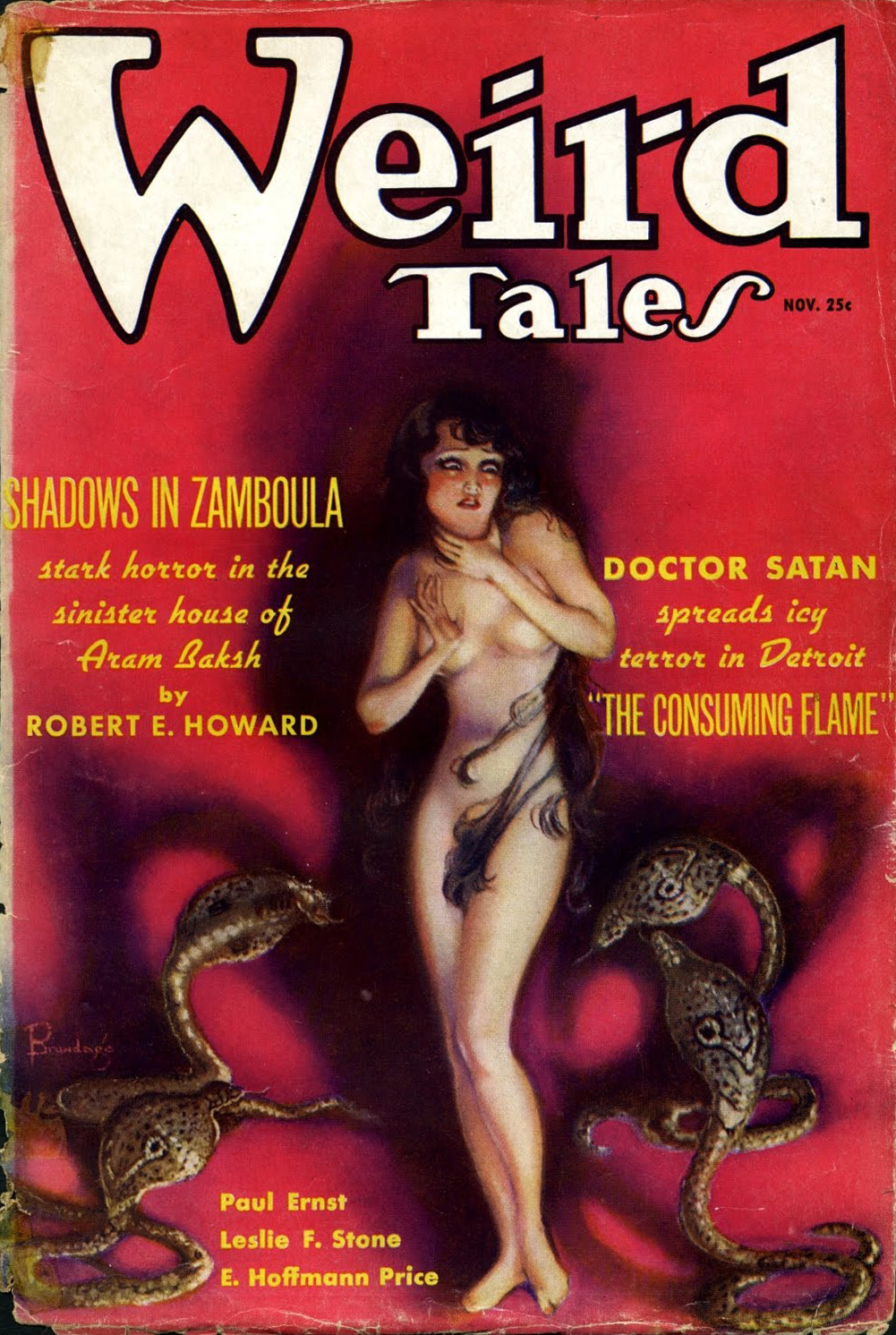
Una copertina della rivista Weird Tales con un racconto di Robert E. Howard.

Nel 1923 fu pubblicato per la prima volta la prima rivista interamente dedicata al fantasy: Weird Tales. Ad essa seguirono molte altre riviste simili, la più notevole delle quali fu The Magazine of Fantasy and Science Fiction. Il formato della rivista pulp era all'apice della sua popolarità e in quel periodo fu anche uno strumento per portare a conoscenza dei racconti fantasy un vasto pubblico tanto negli USA quanto in Gran Bretagna. Tali riviste giocarono anche un ruolo importante nella nascita della fantascienza ed è proprio in questo periodo che i due generi cominciarono ad essere collegati l'uno all'altro.
Molti scrittori dei generi più importanti cominciarono le loro carriere in queste riviste, tra cui Clark Ashton Smith, Fritz Leiber, Ray Bradbury e il più noto H. P. Lovecraft. Lovecraft fu profondamente influenzato da Edgar Allan Poe e, in misura minore, da Lord Dunsany; con le sue storie del Ciclo di Cthulhu, egli divenne uno degli scrittori più importanti del fantasy e dell'horror del ventesimo secolo. Nello stesso periodo ebbero inizio anche le prime opere di scrittori di "sword and sorcery" come Robert E. Howard. Dal 1950, la "sword and sorcery" iniziò a trovare un vasto pubblico, con il successo di Howard per Conan il barbaro, e di Fritz Leiber per le storie di Fafhrd e il Gray Mouser. Le opere di Howard, in particolare quelle dedicate a Conan, stavano per avere una notevole influenza sul sottogenere "sword and sorcery". Erano racconti di azioni e avventure vivide e più grandi della vita, e dopo le opere di Tolkien sono tra le opere fantasy più lette. Le storie di Leiber erano particolarmente note per il loro realismo non comune al tempo; la rivista Unknown sviluppò questo tratto, rappresentando molte storie con credibilità e realismo. Come Morris ed Eddison prima di lui, Leiber continuava la tradizione del rappresentare le leggende e il folklore nordeuropei. C. L. Moore fu tra i primi imitatori di Howard, con Il bacio del dio nero, in cui ella introduceva Jirel di Joiry, la sua eroina protagonista di storie sword and sorcery.
Nel 1938, con la pubblicazione de La spada nella roccia, T. H. White introdusse una delle più considerevoli opere del fantasy umoristico. Questa tendenza proseguì con scrittori come L. Sprague de Camp.

### Tolkien
Fu comunque l'avvento dell'high fantasy e, ancora più importante, la popolarità de Lo Hobbit e de Il Signore degli Anelli di J. R. R. Tolkien che alla fine permisero al fantasy di entrare davvero nella corrente generale. Tolkien pubblicò Lo Hobbit nel 1937 e Il Signore degli Anelli negli anni cinquanta; mentre il primo era un tipo di fantasy per ragazzi, il secondo era un fantasy di tipo epico di notevole lunghezza e serietà. Sebbene le opere di Tolkien abbiano riscosso successo in Gran Bretagna, non fu prima della seconda metà degli anni sessanta che cominciarono ad avere popolarità anche in America; tuttavia, a quel punto, cominciarono a vendere, e vendere costantemente, in gran numero.
I numerosi sondaggi per identificare quale fosse il più grande libro del secolo trovavano che Il Signore degli Anelli fu definito in tal modo da gruppi ampiamente differenti.
È difficile esagerare l'impatto che Il Signore degli Anelli ha avuto sul genere fantasy; per alcuni aspetti, esso affondò tutte le opere fantasy che erano state scritte prima di esso, formando indiscutibilmente una categoria del "fantasy" nel marketing. Si scrissero un gran numero di opere simili a quelle di Tolkien, che usavano - non sempre bene - temi trovati ne Il Signore degli Anelli.
Mentre gli scrittori fantasy hanno ideato mondi fantasy dal tempo di William Morris, l'influenza di Tolkien li ha enormemente potenziati, con il declino di meccanismi come cornici di sogno per spiegare la natura fantastica dell'ambientazione. Questo derivava non solo dal suo esempio, ma dalla sua critica letteraria; il suo Albero e foglia (|On Fairy Stories), in cui definiva tali ambienti "mondi secondari" era un'opera formativa di critica sul fantasy.
L'impatto che i suoi libri, combinato con il successo di molte altre serie come Le cronache di Narnia di C. S. Lewis (considerato non a caso uno dei "padri" dell'high fantasy insieme all'amico Tolkien) e il Ciclo di Earthsea di Ursula K. Le Guin, aiutarono a cementare la popolarità del genere e diedero alla luce l'attuale ondata di narrativa fantasy.

### Il fantasy dopo Tolkien

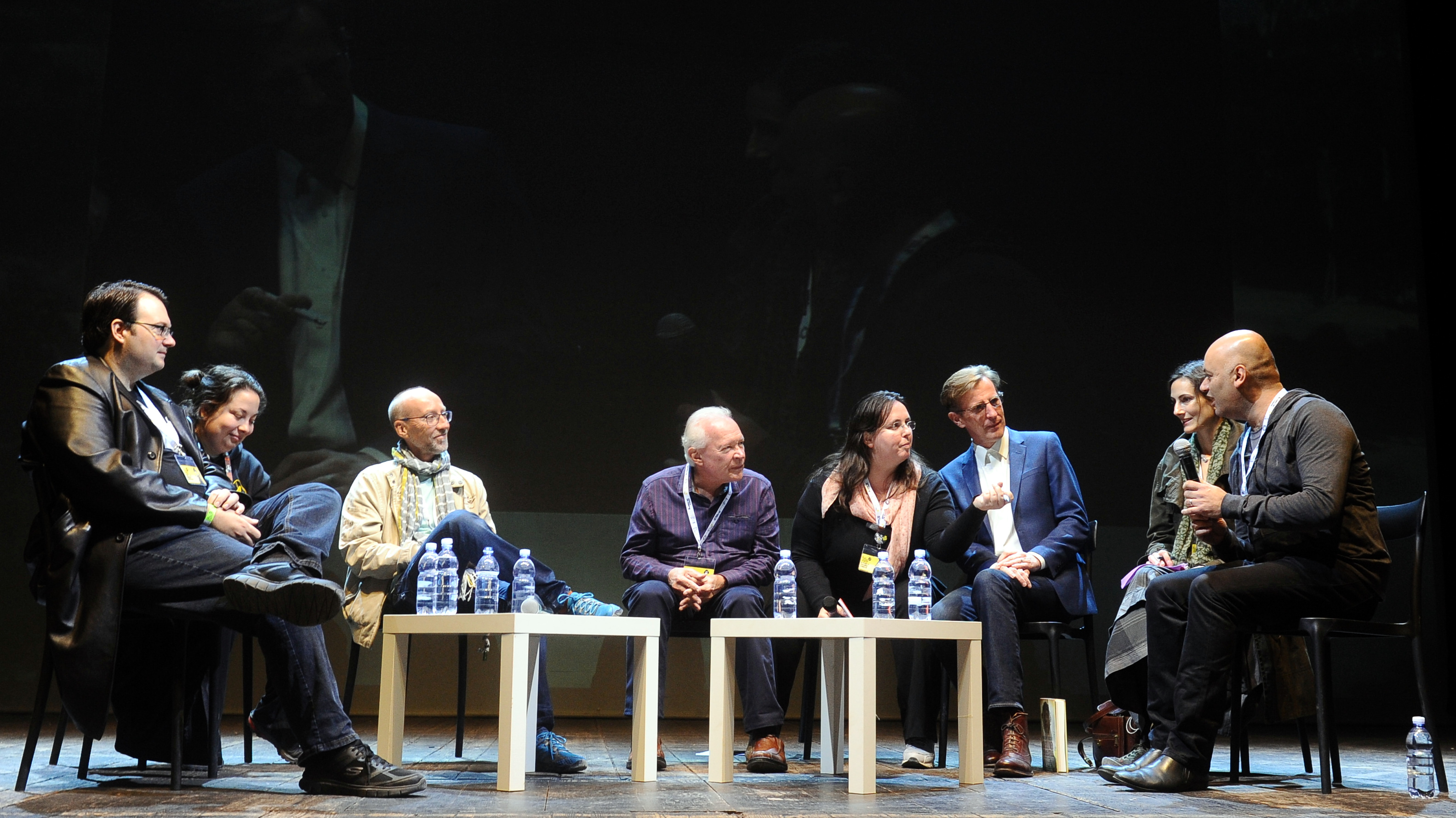
Gli scrittori fantasy Brandon Sanderson, Steven Erikson, Terry Brooks, Philip Reeve e Joshua Kahn a Lucca Comics & Games 2016.

Con l'immenso successo delle opere di Tolkien, molti editori cominciarono a cercare una nuova serie che potesse generare un interesse analogo nel mercato di massa. Per la prima volta la pubblicazione di libri fantasy sembrava una proficua attività da intraprendere e cominciò a sostituire le riviste fantasy come cuore del genere.
Lin Carter curò la collana Adult Fantasy della Ballantine Books, quando la casa editrice raggiunse il mercato fantasy; la collana - che era così intitolata per evitare di essere classificata tra la letteratura per bambini - conteneva soprattutto ristampe, ma introduceva anche alcune nuove opere fantasy. Questa collana ristampava molte opere fantasy dall'inizio a quel tempo, aumentando la loro influenza e portandoli a nuovi scrittori. La collana comprendeva racconti di William Morris, Lord Dunsany e George MacDonald, assieme ad altre opere: Lud-in-the-Mist di Hope Mirrlees, i libri di Kai Lung di Ernest Bramah e il più importante di tutti, L'isola dei potenti di Evangeline Walton, il cui successo portò alla pubblicazione di altri tre romanzi scritti in serie, e nel fantasy successivo a un distinto ceppo di fantasy celtico. Un'altra opera importante del sottogenere del fantasy celtico in questa collana fu L'ascesa dei Deryni di Katherine Kurtz.
Benché molti romanzi fantasy di questo periodo diventassero popolari, non fu prima del 1977 che gli editori trovarono nella pubblicazione de La spada di Shannara la svolta di successo in cui avevano sperato. Il libro diventò il primo romanzo fantasy ad apparire sulla classifica dei best seller del New York Times, scalandola fino alla cima. Di conseguenza il genere vide una esplosione incredibile nel numero di titoli pubblicati negli anni seguenti.
Benché il fantasy rimanesse di nicchia, questo cominciò a cambiare negli anni seguenti. Le due lunghe serie di "light fantasy" di Xanth, scritta da Piers Anthony e quella di Mondo Disco scritta da Terry Pratchett scalarono regolarmente le classifiche dei bestseller dagli anni ottanta in poi.
Dalla seconda metà degli anni novanta in poi, la letteratura fantasy ha avuto come target gli adolescenti, tra i quali ha riscosso grande successo la serie di romanzi per adolescenti di Harry Potter, dell'autrice britannica J. K. Rowling; per quanto riguarda la frangia più cruda e realistica del filone letterario, è di notevole importanza la saga di successo delle Cronache del ghiaccio e del fuoco dello statunitense George R. R. Martin. Altri scrittori che hanno proposto un approccio maturo al genere sono Steven Erikson con il ciclo della Caduta di Malazan, Ian Cameron Esslemont con il ciclo Novels of the Malazan Empire e Ursula K. Le Guin.
Nel frattempo, nel fantasy si è andata sviluppando una notevole sperimentazione, volta a liberare il genere dai suoi cliché. Si sono sviluppati così sottogeneri e filoni del fantastico con varie contaminazioni come il new weird, il dark fantasy, lo steamfantasy, la bizarro fiction, il mythpunk, il dieselfantasy, il clockpunk, lo urban fantasy, l'atomfantasy, la fantastoria, l'elfpunk e il science fantasy. Esponenti di spicco di questa nuova direzione sono China Miéville, Jeff VanderMeer, Stephen King, Michael Swanwick, Lian Hearn, Mary Gentle, M. John Harrison, Michael Moorcock e Neil Gaiman.